# 韦勒和科蒙
韦勒和科蒙（法語：Vesles-et-Caumont，法語發音：[vɛl e komɔ̃]）是法国上法蘭西大區埃纳省的一个市镇，属于拉昂区。该市镇于1790-1794年由韦勒（Vesles）和科蒙（Caumont）合并而成。

## 地理
韦勒和科蒙（49°40'12"N, 3°47'5"E）面积10.34 平方千米，位于法国上法蘭西大區埃纳省，该省份为法国北部内陆省份，北起北部省，西接索姆省和瓦兹省，东临阿登省和马恩省，西南至塞纳-马恩省，东北部与比利时接壤。
与韦勒和科蒙接壤的市镇（或旧市镇、城区）包括：欧特勒芒库尔、屈里约、格朗吕普费、马什库尔、皮埃尔蓬、图利阿唐库尔。

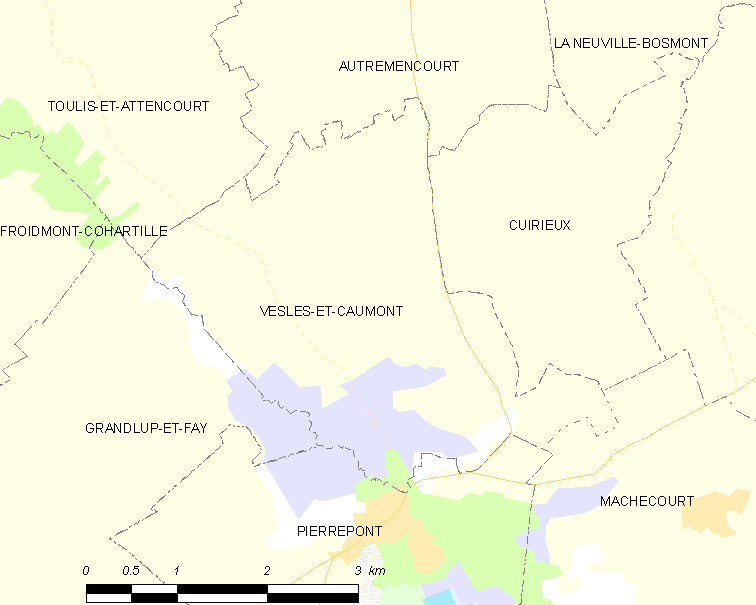
韦勒和科蒙的OSM定位图

韦勒和科蒙的时区为UTC+01:00、UTC+02:00（夏令时）。

## 行政
韦勒和科蒙的邮政编码为02350，INSEE市镇编码为02790。

## 政治
韦勒和科蒙所属的省级选区为马尔勒县。

## 人口

1962-2008年间韦勒和科蒙人口变化图示

韦勒和科蒙于2022年1月1日时的人口数量为243人。